# Akfırat, Tuzla
Akfırat là một xã thuộc huyện Tuzla, tỉnh Istanbul, Thổ Nhĩ Kỳ.